# USS Hornet (CV-8)
USS Hornet (CV-8) là một tàu sân bay thuộc lớp Yorktown hoạt động trong Chiến tranh thế giới thứ hai. Nó là chiếc tàu chiến thứ bảy trong lịch sử Hải quân Hoa Kỳ được đặt cái tên này. Chỉ phục vụ trong biên chế trong khoảng một năm, con tàu đã tham gia một loạt các trận chiến quan trọng, bao gồm cuộc không kích Doolittle huyền thoại, trận Midway mang tính bước ngoặc, và các hoạt động tại vùng biển Solomons trước khi bị hư hại nặng và chìm trong trận chiến quần đảo Santa Cruz vào ngày 27 tháng 10 năm 1942. Hornet đã được tặng thưởng bốn Ngôi sao Chiến trận do thành tích phục vụ trong Thế Chiến II.

## Thiết kế và chế tạo

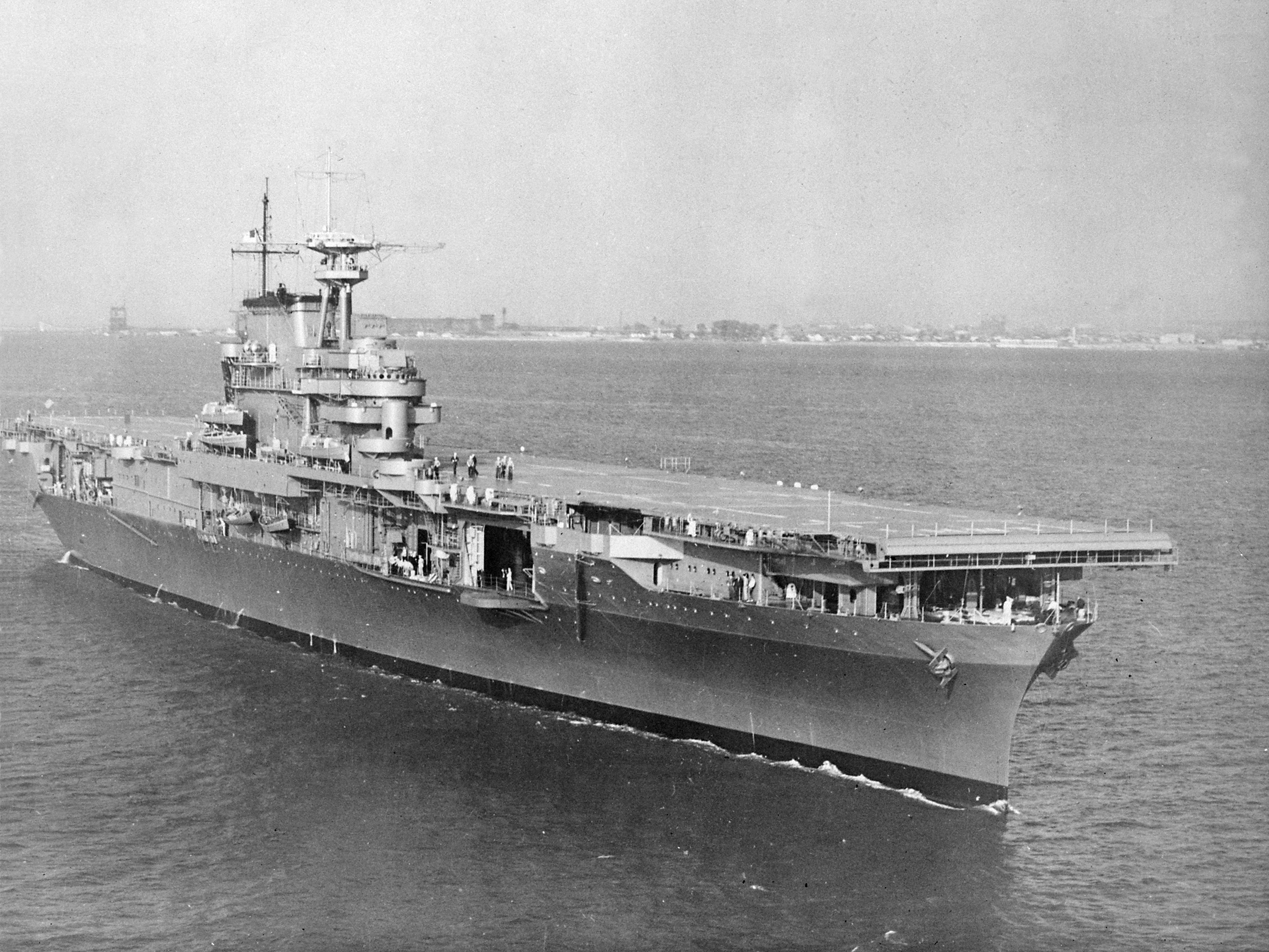
Hornet trên đường đi tại Hampton Roads vào tháng 10 năm 1941

Tuân theo những giới hạn về tổng tải trọng của tàu sân bay được quy định trong Hiệp ước Hải quân Washington và các hiệp ước London tiếp nối, Hoa Kỳ dự định chế tạo hai tàu sân bay lớp Yorktown và sử dụng hạn ngạch tải trọng còn lại cho một phiên bản nhỏ hơn dựa trên cùng thiết kế, mà cuối cùng đã trở thành chiếc USS Wasp (CV-7). Tuy nhiên do nguy cơ chiến tranh ngày càng cao tại Châu Âu, đồng thời Nhật Bản và Ý từ bỏ những giới hạn của các hiệp ước, Ủy ban Tướng lĩnh Hải quân quyết định đặt lườn ngay một chiếc theo thiết kế lớp Yorktown, và sẽ được tiếp nối bởi chiếc đầu tiên của lớp CV-9 (sau này là lớp Essex) một khi thiết kế này hoàn chỉnh. Quyết định này được Quốc hội thông qua trong Đạo luật Mở rộng Hải quân vào ngày 17 tháng 5 năm 1938.
Hornet có chiều dài ở mực nước là 770 foot (235 m) và chiều dài chung 824 foot 9 inch (251,38 m); mạn tàu rộng 83 foot 3 inch (25,37 m) ở mực nước và rộng chung 114 foot (35 m), mớn nước sâu 24 foot 4 inch (7,42 m) theo thiết kế và 28 foot (8,5 m) khi đầy tải. Con tàu có trọng lượng choán nước tiêu chuẩn 20.000 tấn Anh (20.000 t), và lên đến 25.500 tấn Anh (25.900 t) khi đầy tải. Thủy thủ đoàn đầy đủ của chiếc tàu sân bay bao gồm 86 sĩ quan và 1280 thủy thủ, cùng với các liên đội không lực phối thuộc gồm 141 sĩ quan và 710 người khác.
Con tàu được vận hành bởi tám nồi hơi Babcock & Wilcox, cung cấp hơi nước với áp suất 400 psi (2.800 kPa) và nhiệt độ 648 °F (342 °C) cho bốn turbine hơi nước Parsons Marine, mỗi chiếc vận hành một trục chân vịt riêng biệt, với tổng công suất 120.000 mã lực càng [shp] (89.000 kW). Hệ thống động lực này cho phép có được tốc độ thiết kế 32,5 hải lý trên giờ (60,2 km/h; 37,4 mph); tuy nhiên trong thực tế khi chạy thử máy con tàu đạt đến công suất 120.500 shp (89.900 kW) và có tốc độ tối đa 33,85 hải lý trên giờ (62,69 km/h; 38,95 mph). Nó được thiết kế để mang theo 4.280 tấn Anh (4.350 t) dầu đốt và 178.000 galông Mỹ (670.000 l) xăng máy bay, và có tầm hoạt động tối đa 12.000 hải lý (14.000 mi; 22.000 km) khi di chuyển ở tốc độ đường trường 15 hải lý trên giờ (17 mph; 28 km/h).
Dàn vũ khí phòng thủ của Hornet bao gồm tám pháo 5 inch (127 mm)/38 caliber đa dụng và 16 pháo 1,1 inch (28 mm)/75 caliber phòng không trên các bệ bốn nòng. Ban đầu con tàu còn có 24 súng máy Browning M2 0,5 inch (12,7 mm), nhưng chúng được thay thế bởi 30 khẩu pháo tự động phòng không Oerlikon 20 mm vào tháng 1 năm 1942. Một khẩu đội 1,1 inch/75 caliber bốn nòng sau đó được bổ sung trước mũi tàu, đồng thời tăng cường thêm hai khẩu 20 mm đưa tổng số pháo Oerlikon 20 mm lên 32 khẩu; ngoài ra máy phóng máy bay dưới sàn chứa cũng được tháo dỡ. Sau trận Midway vào tháng 6 năm 1942, radar CXAM được bố trí trên đỉnh cột ăn-ten ba chân trong khi radar SC được chuyển sang cột ăn-ten chính. Cột ăn-ten ba chân và cầu tàu tín hiệu của nó không được đóng kín khi trang bị CXAM, khiến nó độc đáo không giống như các tàu chị em cùng lớp.
Con tàu được trang bị đai giáp bằng thép tôi đặc biệt (STS: special treatment steel) 30 pound (14 kg) dày 2,5–4 in (64–102 mm). Sàn đáp và sàn chứa máy bay không được bọc thép, nhưng sàn bảo vệ có lớp giáp 60 pound (27 kg) STS dày 4 inch (100 mm). Các vách ngăn dày 4 in (100 mm) trong khi tháp chỉ huy (đảo cấu trúc thượng tầng) được phủ lớp chống mảnh đạn 30–16 mm bên ngoài lớp giáp 4 in (100 mm) bên hông và 2 in (51 mm) trên nóc. Khu vực bánh lái được bảo vệ 4 in (100 mm) bên hông và 60–16 mm sàn tàu bên trên.
Sàn cất hạ cánh có kích thước 814 nhân 86 foot (248 m × 26 m) trong khi sàn chứa máy bay rộng 546 nhân 63 foot (166 m × 19 m) và cao 17 foot 3 inch (5,26 m). Con tàu được trang bị ba thang nâng máy bay, mỗi chiếc có kích thước 48 nhân 44 foot (15 m × 13 m) và tải trọng 17.000 pound (7.700 kg); nó có tổng cộng ba máy phóng máy bay, gồm hai hệ thống trên sàn đáp và một trên sàn chứa máy bay, và trang bị dây hãm máy bay với tải trọng 16.000 pound (7.300 kg) và tốc độ 85 dặm Anh trên giờ (137 km/h).  Con tàu được thiết kế cho một không đoàn bao gồm 18 máy bay tiêm kích, 18 máy bay ném bom, 37 máy bay tuần tiễu (máy bay ném bom bổ nhào), 18 máy bay ném ngư lôi và 6 máy bay tiện ích.
Hornet được đặt lườn tại xưởng tàu của hãng Newport News Shipbuilding tại Newport News, Virginia vào ngày 25 tháng 9 năm 1939. Nó được hạ thủy vào ngày 14 tháng 12 năm 1940, được đỡ đầu bởi bà Annie Reid Knox, phu nhân của Bộ trưởng Hải quân Hoa Kỳ Frank M. Knox, và được nhập biên chế tại Norfolk, Virginia vào ngày 20 tháng 10 năm 1941 dưới quyền chỉ huy của Hạm trưởng, Đại tá Hải quân Marc A. Mitscher.

## Lịch sử hoạt động
Trong giai đoạn không dễ dàng trước trận tấn công Trân Châu Cảng, Hornet được huấn luyện ngoài khơi Norfolk. Vũ khí phòng thủ của nó được nâng cấp trong đợt bảo trì trong xưởng vào tháng 1 năm 1942, thay thế mọi súng máy cỡ nòng.50 bằng 30 khẩu pháo phòng không Oerlikon 20 mm. Một gợi ý của nhiệm vụ trong tương lai xảy ra vào ngày 2 tháng 2 năm 1942 khi chiếc Hornet rời khỏi Norfolk cùng hai chiếc máy bay ném bom tầm trung B-25 Mitchell của Không lực Mỹ trên sàn đáp. Khi ở ngoài khơi, những chiếc máy bay ném bom đã cất cánh trong sự bất ngờ và ngạc nhiên của thủy thủ đoàn chiếc Hornet. Họ đã không biết gì về ý nghĩa của thử nghiệm này, khi chiếc Hornet quay về Norfolk và chuẩn bị để xuất phát đi chiến đấu, và vào ngày 4 tháng 3 nó khởi hành đi sang Bờ Tây ngang qua kênh đào Panama.

### Trận không kích Doolittle
Hornet đến Alameda, California ngày 20 tháng 3 năm 1942. Với những máy bay của chính nó trong sàn chứa, nó xếp 16 máy bay ném bom B-25 của Không lực Mỹ lên sàn đáp. Dưới sự chỉ huy của Đại tá Jimmy Doolittle, 70 sĩ quan và 64 thành viên đội bay trình diện trên tàu. Cùng với các tàu hộ tống, Hornet rời Alameda ngày 2 tháng 4 bằng một mệnh lệnh tuyệt đối bí mật. Trưa hôm đó, thuyền trưởng Marc Mitscher thông báo cho thủy thủ đoàn của ông mục đích của chuyến đi: một cuộc ném bom xuống chính quốc Nhật Bản.
Mười một ngày sau đó, Hornet gặp gỡ chiếc Enterprise ngoài khơi Midway, và Lực lượng Đặc nhiệm TF 16 hướng về phía Nhật Bản. Trong khi chiếc Enterprise bố trí việc tuần tra chiến đấu trên không, Hornet có nhiệm vụ tiến sâu vào vùng biển của đối phương. Theo phương án được vạch ra ban đầu, lực lượng đặc nhiệm dự định tiến đến phạm vi cách bờ biển nước Nhật 724 km (450 dặm); tuy nhiên, vào buổi sáng ngày 18 tháng 4 một tàu tuần tiễu Nhật, chiếc Nitto Maru số 23, nhìn thấy lực lượng đặc nhiệm Mỹ. Chiếc tàu tuần dương Nashville đã đánh chìm chiếc tàu tuần tiễu Nhật. Giữa các mối lo ngại rằng quân Nhật đã biết đến sự hiện diện của họ, Doolittle và các đội bay của ông bị buộc phải cất cánh sớm từ khoảng cách 966 km (600 dặm) thay vì 724 km (450 dặm) như theo kế hoạch. Do quyết định này, không có chiếc nào trong tổng số 16 máy bay đến được các sân bay hạ cánh tại Trung Quốc. Sau chiến tranh, người ta mới biết được rằng chiếc tàu tuần tiễu Nhật đã bị đánh chìm trước khi liên lạc được với chính quốc Nhật Bản.
Khi chiếc Hornet chuyển hướng và chuẩn bị phóng những chiếc máy bay ném bom vốn đã sẵn sàng để cất cánh từ ngày hôm trước, một cơn gió mạnh có vận tốc trên 70 km/h (46 mph, 40 knot) đánh tung mặt biển thành những ngọn sóng cao 9 m (30 ft); biển động rất mạnh làm chiếc tàu sân bay bị nhồi lắc mạnh mẽ, nước biển đánh tràn lên cả boong tàu và làm ướt sũng các thành viên trên sàn đáp. Chiếc máy bay dẫn đầu, được chỉ huy bởi Đại tá Doolittle, chỉ có khoảng đường băng dài 142 m (467 ft) để cất cánh, trong khi chiếc B-25 cuối cùng để ló phần đuôi kép của nó ra phía sau đuôi tàu. Doolittle, canh thời gian theo sự nhấp nhô của con tàu theo đợt sóng, đã cho chiếc máy bay chậm chạp chạy dọc theo đường băng, lượn vòng quanh Hornet sau khi cất cánh, và hướng về phía chính quốc Nhật Bản. Đến 09 giờ 20 phút, tất cả 16 máy bay đều cất cánh, khởi đầu trận không kích đầu tiên của Hoa Kỳ nhắm vào Nhật Bản.

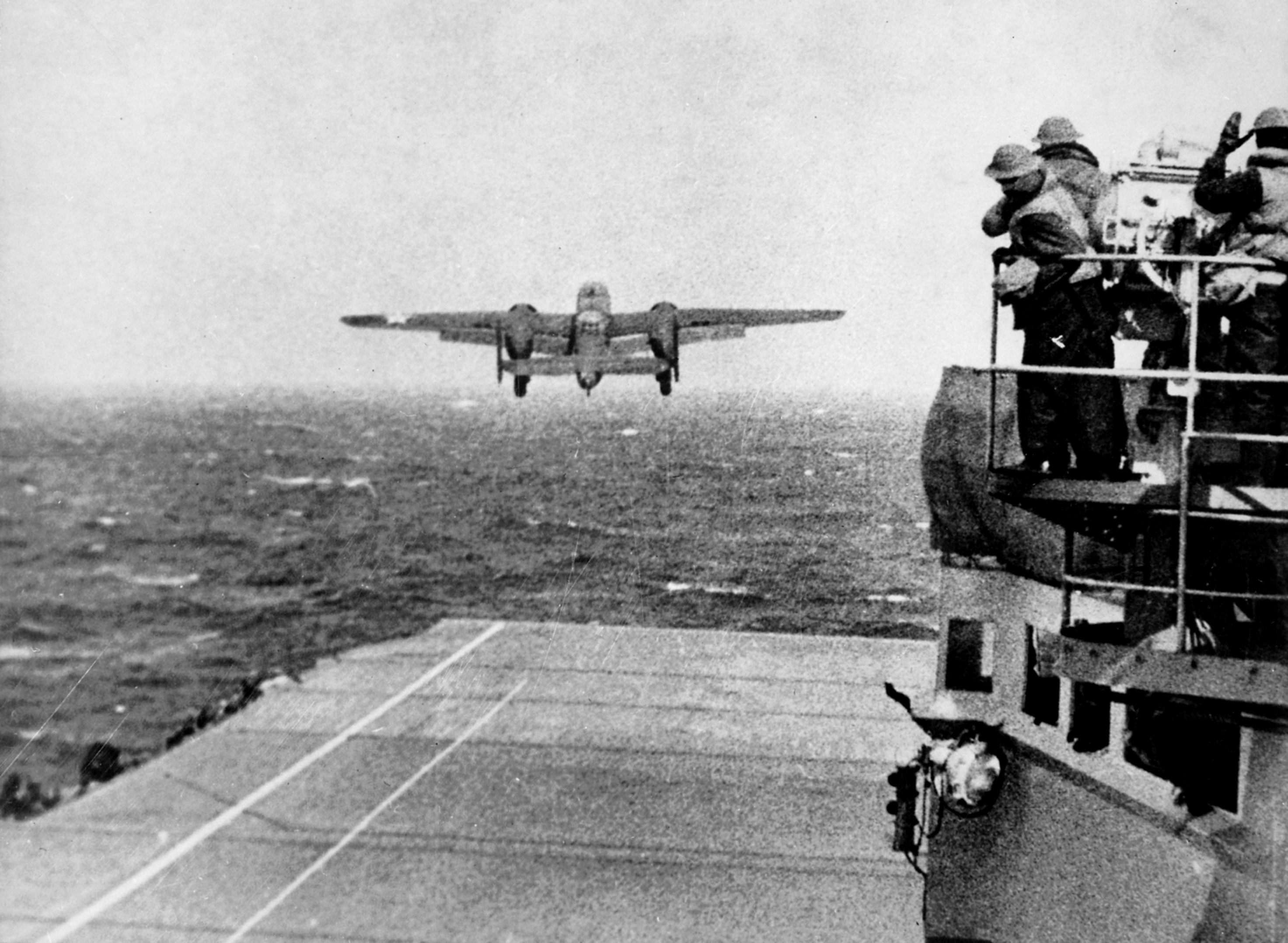
Một chiếc B-25 cất cánh từ Hornet.

Hornet mang các máy bay của chính nó lên sàn đáp trong khi Lực lượng Đặc nhiệm TF 16 di chuyển hết vận tốc hướng về Trân Châu Cảng. Các tin tức truyền thanh thu được, cả bằng tiếng Nhật và tiếng Anh, được xác nhận lúc 14 giờ 46 phút về sự thành công của cuộc không kích. Đúng một tuần sau khi phóng những chiếc B-25, Hornet về đến Trân Châu Cảng. Nhiệm vụ của chiếc Hornet đã được giữ bí mật trong vòng một năm; khi Tổng thống Roosevelt chỉ liên hệ điểm xuất phát của những chiếc máy bay ném bom như là "Shangri-La". Nhiều năm sau, Hải quân Mỹ đã đặt cái tên này cho một chiếc tàu sân bay.
Hornet rời Trân Châu Cảng ngày 30 tháng 4 để hỗ trợ Yorktown và Lexington trong trận chiến biển Coral, nhưng trận chiến đã kết thúc trước khi chiếc tàu sân bay đến được chiến trận. Nó quay về Hawaii ngày 26 tháng 5, và lại khởi hành hai ngày sau đó nhằm đẩy lui một đòn tấn công được dự đoán của Nhật nhắm vào Midway.

### Trận Midway
Các máy bay Nhật cất cánh từ tàu sân bay đã hướng về phía đảo Midway vào sáng sớm ngày 4 tháng 6 năm 1942. Hornet, Yorktown và Enterprise đã tung ra những máy bay của nó trong khi các tàu sân bay Nhật đưa những máy bay của chúng xuống sàn chứa chuẩn bị cho một cuộc tấn công thứ hai nhắm vào đảo Midway. Những chiếc máy bay ném bom bổ nhào của chiếc Hornet đã không thể tìm ra các mục tiêu của chúng, nhưng 15 máy bay phóng ngư lôi thuộc Phi đội Phóng ngư lôi 8 (VT-8) đã tìm ra đối phương và tung ra cuộc tấn công. Chúng bị đối đầu bởi lực lượng máy bay tiêm kích đối phương áp đảo ở khoảng cách 13 km (8 dặm) và bị bắn hạ từng chiếc một. Thiếu úy Hải quân George H. Gay là người duy nhất sống sót trong số 30 thành viên đội bay.
Trong số 41 chiếc máy bay phóng ngư lôi được tung ra bởi ba tàu sân bay Mỹ, chỉ có sáu chiếc quay trở về. Nhưng sự hy sinh của chúng đã lôi kéo máy bay tiêm kích đối phương tách xa những chiếc máy bay ném bom bổ nhào của Enterprise và Yorktown; những chiếc này đã đánh chìm ba tàu sân bay Nhật Bản với sự giúp đỡ gián tiếp nhưng mang tính quyết định của chiếc tàu ngầm Nautilus. Chiếc tàu sân bay thứ tư của Nhật, Hiryū, bị đánh trúng vào cuối buổi chiều ngày 4 tháng 6 và bị chìm vào những giờ đầu tiên sáng ngày hôm sau. Yorktown bị mất do sự phối hợp tấn công từ trên không và bởi tàu ngầm.
Những chiếc máy bay của Hornet (lần này được sự giúp sức của chiếc tàu ngầm Tambor) đã tấn công hạm đội Nhật Bản đang bỏ chạy vào ngày 6 tháng 6 năm 1942, và giúp đánh chìm chiếc tàu tuần dương Mikuma, làm hư hại một tàu khu trục, và để lại chiếc tàu tuần dương Mogami bốc cháy và hư hỏng nặng; cũng như đánh trúng các tàu chiến khác. Cuộc tấn công của Hornet nhắm vào Mogami đã kết thúc một trong những trận chiến mang tính quyết định trong lịch sử. Midway được bảo vệ như là một căn cứ quan trọng cho các chiến dịch nhắm vào Tây Thái Bình Dương. Tầm quan trọng lớn nhất là đã phá hỏng lực lượng tàu sân bay của Hải quân Nhật, một đòn chí mạng mà họ không bao giờ có thể hồi phục hoàn toàn. Hơn nữa, bốn chiếc tàu sân bay hạm đội đã mang xuống đáy biển cùng với chúng khoảng 250 máy bay và các phi công được huấn luyện tốt nhất và nhiều kinh nghiệm nhất trên các tàu sân bay. Chiến thắng Midway được công nhận rộng rãi là bước ngoặt trong chiến cuộc tại Thái Bình Dương.

### Chiến dịch quần đảo Solomon
Sau trận Midway, Hornet được trang bị một bộ radar CXAM mới gắn trên đỉnh cột anten ba chân, và bộ radar SC được chuyển sang cột anten chính, một cụm pháo phòng không bốn nòng 28 mm (1,1 inch) được thêm phía mũi tàu, số súng 20 mm được bổ sung từ 30 lên 32 khẩu, máy phóng trên sàn chứa của nó được tháo bỏ, và nó tiến hành huấn luyện ngoài khơi Trân Châu Cảng. Nó khởi hành ngày 17 tháng 8 năm 1942 để bảo vệ các vùng biển dẫn đến Guadalcanal tại quần đảo Solomons đang bị giành giật quyết liệt. Sự kiện chiếc Enterprise bị hư hại bởi bom ngày 24 tháng 8, chiếc Saratoga bị hư hại bởi ngư lôi ngày 31 tháng 8 và việc mất chiếc Wasp ngày 15 tháng 9 khiến lực lượng tàu sân bay Mỹ tại Nam Thái Bình Dương chỉ còn một chiếc duy nhất: Hornet. Nó đảm trách gánh nặng hỗ trợ trên không tại khu vực Solomons cho đến tận ngày 24 tháng 10 năm 1942 khi nó sáp nhập cùng chiếc Enterprise ở phía Tây Bắc đảo New Hebrides để cùng đánh chặn một lực lượng tàu sân bay và tàu chiến Nhật Bản đang hướng đến Guadalcanal.

#### Trận chiến quần đảo Santa Cruz

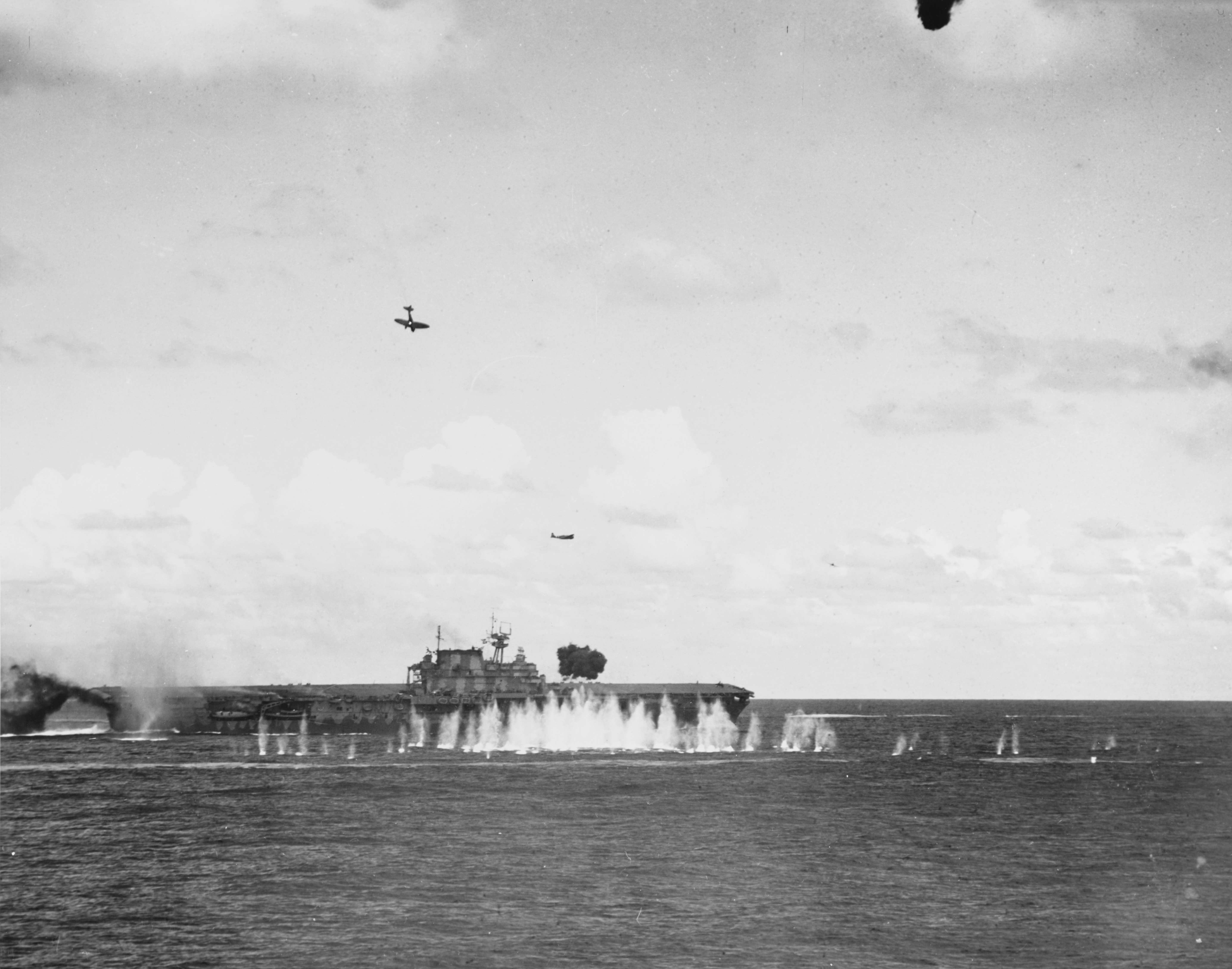
Hornet đang bị tấn công trong trận chiến quần đảo Santa Cruz.

Trận chiến quần đảo Santa Cruz diễn ra ngày 26 tháng 10 năm 1942 mà không có sự tiếp chiến trực tiếp giữa các tàu nổi của các lực lượng đối địch. Sáng hôm đó, máy bay của chiếc Enterprise đã ném bom chiếc tàu sân bay Zuihō, trong khi máy bay của chiếc Hornet đã gây hư hỏng nặng cho tàu sân bay Shōkaku và tàu tuần dương Chikuma. Hai tàu tuần dương Nhật khác cũng bị máy bay của chiếc Hornet tấn công. Trong khi đó, Hornet bị tấn công phối hợp bởi máy bay ném bom bổ nhào và máy bay ném ngư lôi. Trong vòng 15 phút, Hornet hứng chịu ba quả bom từ những chiếc máy bay ném bom bổ nhào Aichi D3A "Val", hai quả ngư lôi từ những chiếc máy bay ném ngư lôi Nakajima B5N "Kate", và thêm một chiếc "Val" khác rơi xuống trúng sàn đáp.
Chuẩn Đô đốc Murray ra lệnh cho chiếc tàu tuần dương Northampton kéo chiếc Hornet bị hỏng. Vì quân Nhật đang bận bịu với việc tấn công chiếc Enterprise, chúng để mặc cho chiếc Northampton kéo đi với vận tốc khoảng 9 km/h (5 knot). Tuy nhiên vào cuối ngày chiếc Hornet, trong khi được kéo đi, lại bị tấn công lần nữa bằng một đợt máy bay ném ngư lôi. Một chiếc Kate đã đánh trúng thêm một quả ngư lôi nữa, và lệnh bỏ tàu được đưa ra. Hạmtrưởng Charles P. Mason là người cuối cùng ở lại trên tàu đã leo qua mạn tàu xuống biển, và những người còn sống sót nhanh chóng được các tàu khu trục vớt lên.
Lực lượng Mỹ sau đó cố gắng đánh chìm chiếc Hornet bị bỏ lại, vốn ngoan cường chịu đựng chín trái thủy lôi và hơn 400 phát đạn 127 mm (5 in) từ các tàu khu trục Mustin và Anderson. Mustin và Anderson rời khỏi địa điểm khi lực lượng hải quân Nhật xuất hiện trong khu vực đó. Các tàu khu trục Nhật đã kết liễu chiếc Hornet bằng bốn quả ngư lôi 610 mm (24 in). Lúc 01 giờ 35 phút ngày 27 tháng 10, chiếc tàu sân bay dũng cảm cuối cùng chìm xuống đáy biển, tại tọa độ 8°38′23″N 166°42′34″Đ / 8,63972°N 166,70944°Đ. Con tàu được cho rút khỏi danh sách Đăng bạ Hải quân vào ngày 13 tháng 1 năm 1943, nhưng cái tên USS Hornet tiếp tục đặt được cho một tàu sân bay mới lớp Essex.

## Tái phát hiện
Vào cuối tháng 1 năm 2019, con tàu nghiên cứu Petrel đã phát hiện ra xác của Hornet ở độ sâu hơn 5,2 km tại vùng biển thuộc quần đảo Solomon.

## Phần thưởng
Hornet nhận được bốn ngôi sao chiến đấu vì những thành tích phục vụ trong Thế Chiến II. Phi đội Phóng ngư lôi 8 (VT-8) của nó được tặng thưởng Đơn vị Tuyên dương Tổng thống "vì những hoạt động anh hùng phi thường và phục vụ nổi bật vượt quá nghĩa vụ đòi hỏi" trong trận Midway.
| Bronze star |                                                       |
|             | Bronze star · Bronze star · Bronze star · Bronze star |

| Huân chương Phục vụ Phòng vệ Hoa Kỳ |                                                                         |                                      |
| Huân chương Chiến dịch Hoa Kỳ       | Huân chương Chiến dịch Châu Á-Thái Bình Dương với 3 Ngôi sao Chiến trận | Huân chương Chiến thắng Thế Chiến II |